# We Wish You a Merry Christmas

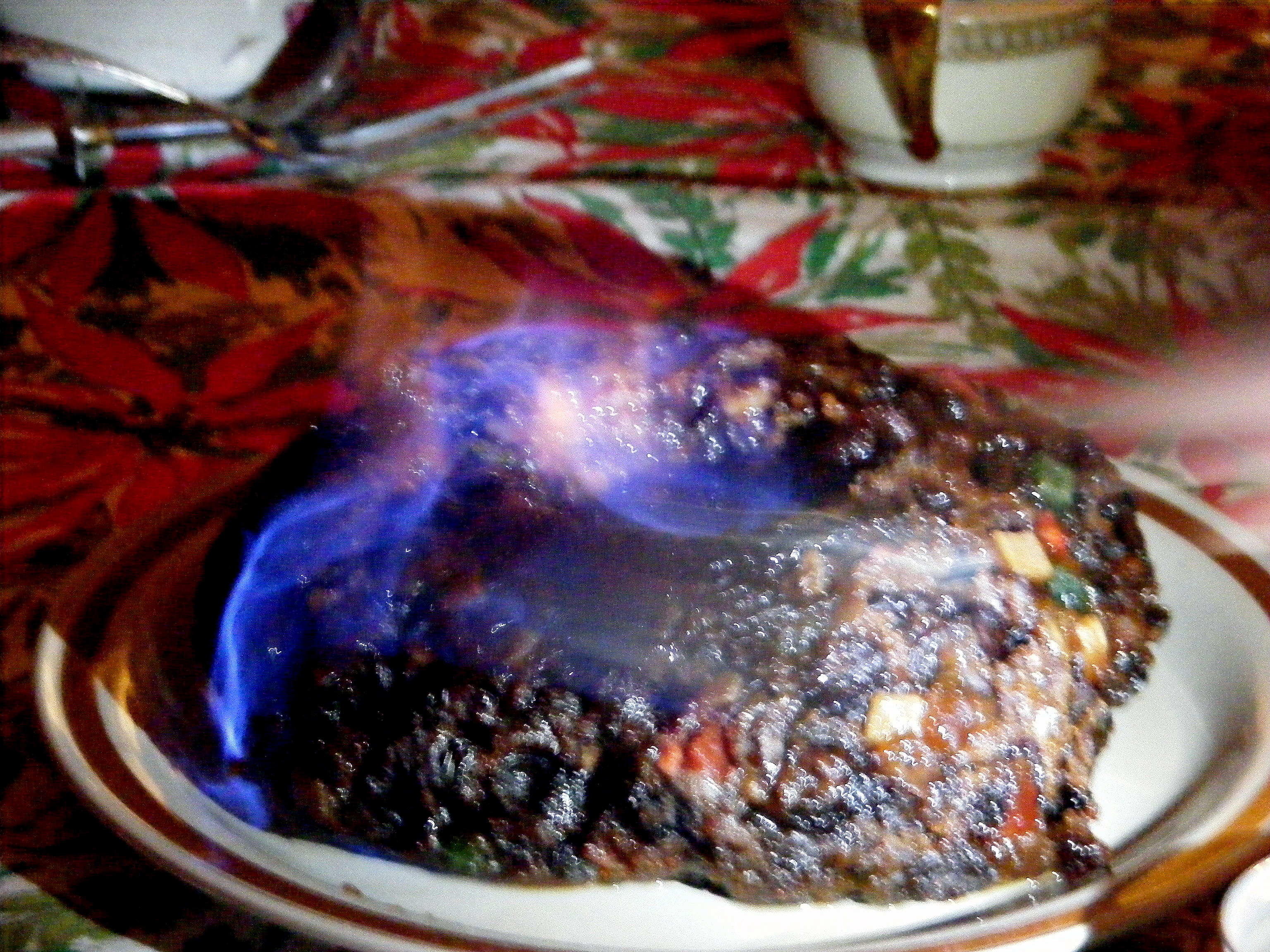
Feigenpudding (mit Brandy flambiert)

We Wish You a Merry Christmas (Wir wünschen euch eine frohe Weihnacht) ist ein traditionelles englisches Weihnachtslied aus dem West Country in England, das bis auf das 16. Jahrhundert zurückgeht.
Der Ursprung dieses Weihnachtsliedes liegt in der englischen Tradition begründet, wobei reiche Gemeindemitglieder am Heiligabend Weihnachtsleckereien an die Carolers – das heißt den Brauch des Carolsingens pflegenden Sängern – gaben, wie zum Beispiel Feigenpuddings, die den heutigen Christmas Puddings (Weihnachtspuddings) ähnelten. Es ist eines der wenigen englischen traditionellen Weihnachtslieder, welche das Neujahrsfest erwähnen. Es ist oft das letzte von diesen Sängern vorgetragene Lied für die von ihnen aufgesuchten Personen.

Es gibt zahlreiche Bearbeitungen und unzählige Aufnahmen des Liedes in den unterschiedlichsten Stilrichtungen. Ein deutscher Liedtext wurde von Monika Heumann geschrieben.

## Text
| Englisch | Übersetzung |
| --- | --- |
| We wish you a Merry Christmas, We wish you a Merry Christmas, And a Happy New Year! chorus Good tidings we bring To you and your kin; Good tidings for Christmas And a Happy New Year! Now bring us some figgy pudding, Now bring us some figgy pudding, And bring some out here! chorus For we all like figgy pudding, We all like figgy pudding, So bring some out here! chorus And we won't go until we've got some, We won't go until we've got some, So bring some out here! chorus | Wir wünschen Euch ein frohes Weihnachtsfest, Wir wünschen Euch ein frohes Weihnachtsfest, Und ein glückliches neues Jahr! Chor Frohe Botschaft bringen wir Euch und Euren Angehörigen; Wir wünschen Euch ein frohes Weihnachtsfest (oder: Gesegnete Weihnachten) Und ein glückliches neues Jahr! Jetzt bringt uns etwas Feigenpudding, Jetzt bringt uns etwas Feigenpudding, Und bringt etwas heraus! Chor Denn wir alle mögen Feigenpudding, Wir alle mögen Feigenpudding, Also bringt etwas heraus! Chor Und wir werden nicht gehen, bis wir etwas haben Wir werden nicht gehen, bis wir etwas haben Also bringt etwas hier raus! Chor |